# Samsung Galaxy A8 (2015)
Il Samsung Galaxy A8, chiamato A8 (2015) per distinguerlo dagli omonimi modelli usciti nel 2016 e nel 2018, è uno smartphone (per le dimensioni spesso definito phablet) di fascia media prodotto da Samsung, facente parte della serie Samsung Galaxy A.

## Caratteristiche tecniche

### Hardware
Il Galaxy A8 è uno smartphone con form factor slate, misura 151 × 76,2 × 6,3 millimetri e pesa 141 grammi.
Il dispositivo è dotato di connettività GSM, HSPA, LTE, di Wi-Fi dual-band 802.11 a/b/g/n/ac con supporto a Wi-Fi Direct ed hotspot, di Bluetooth 4.1 con A2DP, EDR ed LE, di GPS con A-GPS, GLONASS e BDS (solo in alcuni mercati), di NFC, di radio FM e di supporto ANT+. Ha una porta microUSB 2.0 ed un ingresso per jack audio da 3,5 mm.
Il Galaxy A8 è dotato di schermo touchscreen capacitivo da 5,7 pollici di diagonale, di tipo Super AMOLED con aspect ratio 16:9 e risoluzione Full HD 1080 × 1920 pixel (densità di 386 pixel per pollice), protetto da un vetro Corning Gorilla Glass 4. Il frame laterale è in alluminio ed il retro è in plastica. La batteria agli ioni di litio da 3050 mAh non è removibile dall'utente.
Il chipset è un Qualcomm Snapdragon 615, con processo di produzione a 28 nanometri. La memoria interna di tipo eMMC 4.5 è di 32 GB, mentre la RAM è di 2 GB.
La fotocamera posteriore ha un sensore CMOS da 16 megapixel, dotata di autofocus, modalità HDR e flash LED, in grado di registrare al massimo video Full HD a 30 fotogrammi al secondo, mentre la fotocamera anteriore è da 5 megapixel.

### Software
Il sistema operativo è Android, in versione 5.1.1 Lollipop, aggiornabile ufficialmente fino ad Android 6.0.1 Marshmallow e ad Android 7.0 Nougat nel solo mercato coreano.
Ha l'interfaccia utente TouchWiz.
Le ultime patch di sicurezza disponibili per questo dispositivo sono estremamente differenti a seconda del mercato, oscillando fra la seconda metà del 2016 come nel caso dell'Arabia Saudita e arrivando al massimo fino a gennaio 2018 nella sola Corea del Sud.

## Commercializzazione
Il dispositivo è stato immesso sul mercato ad agosto 2015.
È stata immessa sul mercato anche una versione dual SIM - dual standby del dispositivo, denominata A8 Duos, che differisce dall'A8 normale anche per la presenza di un chipset Exynos anziché Snapdragon, in tutte le versioni tranne quella per il mercato asiatico (A800Y).